# Bataillon de tirailleurs du Gabon
Pour les articles homonymes, voir Bataillon de l'Afrique-Équatoriale française.
Ne doit pas être confondu avec Bataillon de tirailleurs du Congo-Gabon.
Le bataillon de tirailleurs du Gabon (BTG) est un bataillon des troupes coloniales françaises, stationné dans la colonie du Gabon.

## Création et différentes dénominations
- avril 1883 : création d'une section de tirailleurs gabonais au sein des tirailleurs sénégalais
- 6 juillet 1887 : formation de deux compagnies de tirailleurs gabonais
- 28 février 1891 : fusion au sein des tirailleurs sénégalais
- 1er janvier 1908 : création du bataillon du Gabon
- 1er janvier 1912 : renommé du régiment indigène du Gabon[N 1]
- 1er janvier 1920 : redevient bataillon du Gabon[N 2],[1]
- 1er janvier 1923 : fusionne dans le Bataillon de tirailleurs sénégalais de l'Afrique-Équatoriale française (BTS/AEF)[2],[1]
- 1939 : formation du bataillon de tirailleurs sénégalais du Gabon (BTS/Gabon) ou bataillon de tirailleurs du Gabon (BTG) par dédoublement du BTS/AEF[3],[2]
- 1er janvier 1943 : fusionne avec le bataillon du Pool pour former le Bataillon du Moyen-Congo[2]

## Historique

### Avant 1914
En avril 1883 est créée une section de tirailleurs gabonais au sein des tirailleurs sénégalais. Par décret du 6 juillet 1887, les tirailleurs gabonais deviennent une unité distincte et deux compagnies sont formées à Libreville le 2 septembre 1887 (une des deux est dissoute le 25 août 1889 ou le 1er janvier 1890). Portant le même uniforme que les tirailleurs sénégalais, les tirailleurs gabonais participent à la création de la colonie du Congo français par Pierre Savorgnan de Brazza. Ils perdent leur appellation spécifique en le 28 février 1891.
Le bataillon du Gabon est formé le 1er janvier 1908 en regroupant la 2e compagnie du bataillon du Moyen-Congo, en opération dans l'Ogooué et qui devient la  1re compagnie, et la 6e compagnie du 4e régiment de tirailleurs sénégalais, en opération dans le Ngounié et qui devient la 2e compagnie. La portion centrale du bataillon s'installe à Libreville, la 1re compagnie à Ndjolé et Booué dans l'Ivindo et la 2e compagnie à Mouila, Moabi et Kembélé.
Une 3e compagnie venue de Dakar s'installe à Ndjolé en 1908, puis une 4e compagnie dans l'Okano. En 1910, une 5e compagnie rejoint la 1re dans l'Ivindo. En 1911, une 6e compagnie est créée pour servir de réserve et la 7e compagnie part en opération dans le Como. Le bataillon est renommé le régiment indigène du Congo le 1er janvier 1912.
La 8e compagnie formée par le 4e RTS arrive à Libreville en février. En 1914, la situation du régiment est la suivante :
- état-major et section hors-rang à Libreville ;
- Ier bataillon, état-major à Booué :
  - 1re compagnie, poste de commandement (PC) à Kemboma et détachements à Boueni, M'Vhadi et Mékambo (circonscription du Djouah) ;
  - 3e compagnie, PC à Makokou et détachements à Angouma, Collioura et Essandja (circonscription de l'Ivindo) ;
  - 5e compagnie, PC à Booué et détachements à Micongo, Foula et Fooun (circonscription du Moyen-Ogooué) ;
  - 8e compagnie, PC à Koulamoutou et détachements à Konanadembé, Motodiéné et Soké (circonscription de la Lolo-Ouaya).
- IIe bataillon, état-major à Kango :
  - 2e compagnie, PC à Mouila et détachements à Kembélé, Mimongo et Mbigou (circonscription de l'Ofoué-Ngounié) ;
  - 4e compagnie, PC à La Lara (en) et détachements à Mitzic, Essone et Afane (circonscription de l'Okano) ;
  - 6e compagnie, à Libreville (compagnie d'instruction) ;
  - 7e compagnie, PC à Kango et détachements à Médegué, Omvan et Abanga (circonscription du Como).

### Seconde Guerre mondiale
En 1939, le bataillon est en garnison à Libreville.
Comme le reste de la colonie du Gabon, le bataillon reste fidèle au régime de Vichy en juin 1940. Il participe à la campagne du Gabon : une partie du bataillon s'oppose aux Forces françaises libres en novembre 1940 mais la 2e compagnie les rallie dès octobre 1940 et se bat avec la colonne Dio. Après la reddition de la colonie, les officiers vichystes détruisent une partie du matériel et les tirailleurs quittent leur garnison. Les gaullistes parviennent cependant à remettre sur pied l'unité dans les jours qui suivent et le bataillon sert d'unité de base pour la formation de nouveaux bataillons de marche.

## Personnalités ayant servi aux tirailleurs du Gabon
- Paul Flandre, compagnon de la Libération, est mobilisé au bataillon en septembre 1939 ;
- Marcel Lefebvre, évêque traditionaliste catholique, est aumônier de la 1re compagnie du bataillon en mai 1940[15] ;
- Henri Bourgeois, compagnon de la Libération, prend le commandement du bataillon en novembre 1940[16] ;
- Pierre Olivier, compagnon de la Libération, rejoint le bataillon en décembre 1940 ;
- Claude Chandon, compagnon de la Libération, prend le commandement du bataillon en avril 1941.